# 劉璠
劉 璠（りゅう はん、510年 - 568年）は、中国の南北朝時代の官僚・文人。字は宝義。本貫は沛国相県。

## 経歴
南朝梁の著作郎の劉臧の子として生まれた。若くして読書を好み、文筆を得意とした。17歳で上黄侯蕭曄（始興王蕭憺の子）に器量を重んじられた。劉璠は年少で仕官の経験もなかったが、才気を自負しており、外戚の張綰と衝突した。このため蕭曄のもとを立ち去ろうとしたが、蕭曄に引き留められた。後に蕭曄に従って淮南に移った。母が建康で病没すると、劉璠はその喪に服して痩せ細り、喪が明けた後の1年は杖を使って立ち上がらねばならないほどであった。蕭曄が毗陵で死去すると、属僚たちの多くは時をおかずに立ち去ったが、劉璠はひとり蕭曄の喪を奉じて建康に帰り、墓を作ってから立ち去った。皇太子の蕭綱は蕭曄の喪を送らなかった者たちを責め、ひとり劉璠を賞賛した。劉璠は王国常侍を初任としたが、辺城で功名を立てたいと願う志に合わず、鬱屈した日々を送った。
宜豊侯蕭循が北徐州刺史として出向すると、劉璠はその下で軽車府主簿となり、記室参軍を兼ね、刑獄を管轄した。蕭循が梁州刺史に転じると、劉璠はまたその下で信武府記室参軍に任じられ、南鄭県令を兼ねた。さらに中記室となり、華陽郡太守に任じられた。太清2年（548年）、侯景の乱が起こって梁が混乱すると、蕭循は劉璠の才能を認めて、広く権限を委ねた。蕭循が府を開き、佐史を置くと、劉璠は記室を兼ねたまま諮議参軍となった。太清3年（549年）、梁の湘東王蕭繹が承制すると、劉璠は樹功将軍・鎮西府諮議参軍に任じられた。また蕭循の下で平北府司馬となった。
大宝3年（552年）、武陵王蕭紀が蜀で称制すると、劉璠は中書侍郎として召された。蕭紀の使者が8回が往復して、ようやく蜀に入った。蕭紀が蕭循を益州刺史に任じ、隨郡王に封じると、劉璠を蕭循の府の長史とし、蜀郡太守の任を加えた。
劉璠は梁州に帰ろうとしたが、西魏の達奚武の軍がすでに南鄭を包囲しており、劉璠は入城できずに達奚武に降伏した。ときに南鄭の城民が西魏の侵攻に根強く抵抗したことから、達奚武が城民を皆殺しにしようと計画し、宇文泰もこれを認めようとした。劉璠は虐殺を止めるよう宇文泰に強く請願し、退こうとしなかった。宇文泰は根負けして劉璠の意見を聞き入れ、城民の生命と財産の保全を認められた。
蕭循が西魏に降伏して長安に入った。劉璠は蕭循を江南に帰すよう宇文泰に勧めて、聞き入れられた。蕭循は劉璠を連れて帰りたいと望んだが、宇文泰は許さなかった。劉璠は西魏の中外府記室となり、ほどなく黄門侍郎・儀同三司に転じた。
劉璠は文才に優れており、蕭循が漢中にいたときに蕭紀とやり取りした書簡や「答国家書」・「移襄陽文」などはいずれも劉璠の書いたものであった。また病床で雪を見た感興をつづって、「雪賦」を作った。
北周の明帝の初年、内史中大夫に任じられ、綸誥を管掌した。ほどなく平陽県子に封じられた。仕事ぶりは清廉であったが、時勢に合わず、同和郡太守に左遷された。少数民族対策に成果を挙げて、生羌で帰順する者が500家あまりに上った。収奪によって資産を作る太守の多いなか、劉璠はひとり収奪をおこなわず、その妻子にも羌の風俗に従わせた。洮陽郡や洪和郡の羌民たちは越境して劉璠のもとを訪れ、訴えを取りあげてもらおうとした。蔡公宇文広が隴右に駐屯すると、劉璠の善政を賞賛した。宇文広が陝州へ異動する際には、劉璠を連れて行こうとしたため、羌人の楽従が700人に及んだ。陳公宇文純が隴右に駐屯したとき、劉璠を総管府司録として召し出して礼遇した。
天和3年（568年）、劉璠は死去した。享年は59。著書に『梁典』30巻・『文集』20巻があり、当時に通行した。
子の劉祥が後を嗣いだ。

## 伝記資料
- 『周書』巻42 列伝第34
- 『北史』巻70 列伝第58